# Bern Grizzlies 2016
Questa voce raccoglie le informazioni riguardanti i Bern Grizzlies nelle competizioni ufficiali della stagione 2016. 

## Lega Nazionale A 2016

### Regular season
| Coira 28 marzo 2016, ore 14:00 1ª giornata | Calanda Broncos | 42 – 26 | Bern Grizzlies | Sportplatz Ringstrasse |

| Berna 10 aprile 2016, ore 14:00 3ª giornata | Bern Grizzlies | 41 – 28 | Lausanne LUCAF Owls | Stadio di atletica leggera Wankdorf |

| Witikon 24 aprile 2016, ore 14:00 5ª giornata | Zürich Renegades | 21 – 27 | Bern Grizzlies | Sportplatz Looren |

| Chavannes-près-Renens 1º maggio 2016, ore 14:00 6ª giornata | Lausanne LUCAF Owls | 7 – 26 | Bern Grizzlies | Centro sportivo |

| Berna 22 maggio 2016, ore 14:00 9ª giornata | Bern Grizzlies | 25 – 21 | Winterthur Warriors | Stadio di atletica leggera Wankdorf |

| Basilea 29 maggio 2016, ore 14:00 10ª giornata | Gladiators Beider Basel | 9 – 35 | Bern Grizzlies | Stadio di atletica leggera St. Jakob |

| Winterthur 4 giugno 2016, ore 18:00 11ª giornata | Winterthur Warriors | 20 – 36 | Bern Grizzlies | Sportpark Deutweg |

| Berna 12 giugno 2016, ore 14:00 12ª giornata | Bern Grizzlies | 34 – 6 | Zürich Renegades | Grosse Allmend |

| Berna 18 giugno 2016, ore 18:00 13ª giornata | Bern Grizzlies | 24 – 26 | Gladiators Beider Basel | Stadio di atletica leggera Wankdorf |

| Berna 26 giugno 2016, ore 14:00 Recupero | Bern Grizzlies | 35 – 45 | Calanda Broncos | Stadio di atletica leggera Wankdorf |

### Playoff
| Berna 3 luglio 2016, ore 14:00 Semifinale | Bern Grizzlies | 34 – 13 | Gladiators Beider Basel | Stadio di atletica leggera Wankdorf |

| Basilea 9 luglio 2016, ore 18:00 XXXI Swiss Bowl | Calanda Broncos | 35 – 42 | Bern Grizzlies | Stadion Rankhof |

## Statistiche di squadra
| Competizione | %Vittorie | In casa | In casa | In casa | In casa | In casa | In casa | In trasferta | In trasferta | In trasferta | In trasferta | In trasferta | In trasferta | Totale | Totale | Totale | Totale | Totale | Totale |
| Competizione | %Vittorie | G       | V       | N       | P       | Pf      | Ps      | G            | V            | N            | P            | Pf           | Ps           | G      | V      | N      | P      | Pf     | Ps     |
| ------------ | --------- | ------- | ------- | ------- | ------- | ------- | ------- | ------------ | ------------ | ------------ | ------------ | ------------ | ------------ | ------ | ------ | ------ | ------ | ------ | ------ |
| Campionato   | .700      | 5       | 3       | 0       | 2       | 159     | 126     | 5            | 4            | 0            | 1            | 150          | 99           | 10     | 7      | 0      | 3      | 309    | 225    |
| Playoff      | 1.000     | 1       | 1       | 0       | 0       | 34      | 13      | 1            | 1            | 0            | 0            | 42           | 35           | 2      | 2      | 0      | 0      | 76     | 48     |
| Totale       | .750      | 7       | 6       | 0       | 1       | 193     | 139     | 5            | 4            | 0            | 1            | 226          | 134          | 12     | 9      | 0      | 3      | 419    | 273    |